# Бойко, Юлиан Сергеевич
Юлиан Сергеевич Бойко — украинский профессиональный игрок в снукер.
В 2020 году, получив место в Мэйн-туре в неполных 15 лет, Бойко стал самым молодым снукеристом-профессионалом за всю историю снукера.

## Любительская карьера
Юлиан Бойко заинтересовался снукером в четырёхлетнем возрасте, просматривая вместе с отцом снукерные трансляции на телеканале «Евроспорт», а в 6 лет начал тренироваться регулярно, с 7 лет выступает на соревнованиях.
В дальнейшем, Юлиан показывал превосходные результаты, неоднократно побеждая на различных украинских (четырехкратный чемпион Украины в возрасте до 17 лет и до 21 года, победитель кубка Украины и других) и международных турнирах (Paul Hunter Classic 2019 Qualifying, Чемпионат Европы). В январе 2020 года, Юлиан вышел в финал WSF Open, за что ему была выдана путевка в Мэйн-тур на 2 сезона.

## Профессиональная карьера

### Сезон 2020/21
Свой дебютный сезон в Мэйн-туре Юлиан провел неудачно — сыграл 21 матч, из них выиграл только в двух: 4-3 у Фергала О’Брайена в 1/32 Gibraltar Open и 2-0 у Яна Бэрнса в групповом розыгрыше WST Pro Series. Сделал один сотенный брейк (100), заработал £3250.

### Сезон 2021/22
Во втором сезоне, Юлиан Бойко значительно улучшил свои Результаты и заработал более 19 тысяч фунтов, но этого не хватило для того, чтобы закрепиться в мэйн-туре.